# 海灘沙漠 (加利福尼亞州)
海灘沙漠（英語：Desert Beach）是位於美國加利福尼亞州河濱縣的一個非建制地區。該地的面積和人口皆未知。

## 地理
海灘沙漠的座標為33°30′46″N 115°55′38″W / 33.51278°N 115.92722°W，而該地的平均海拔高度為-65米（即-213英尺）。